# Canaan Banana
Canaan Banana (n. 5 martie 1936, Esigodini⁠(d), Matabeleland South, Zimbabwe – d. 10 noiembrie 2003, Londra, Anglia, Regatul Unit) a fost un ministru, teolog și politician metodist din Zimbabwe, care a fost primul președinte al Zimbabwei din 1980 până în 1987. A fost primul șef de stat al Zimbabwe (Președinte de ceremonie) după Casa Lancaster. Acord care a dus la independența țării. În 1987, a demisionat din funcția de președinte și a fost succedat de prim-ministrul Robert Mugabe, care a devenit președintele executiv al țării. În 1997, Banana a fost acuzat de homosexualitate și, după un proces foarte mediatizat, a fost condamnat pentru 11 capete de acuzare de sodomie și „acte nenaturale”, executând șase luni de închisoare.
Banana s-a născut în Essexvale (azi Esigodini), un sat din Matabeleland, Rhodesia de Sud, dintr-o mamă Ndebele și un tată Mosotho. A fost educat la o școală de misiune înainte de a studia la Epworth Theological College din Salisbury (azi Harare). Hirotonit în 1962, a lucrat ca pastor metodist și administrator de școală între 1963 și 1966. A fost ales președinte al Consiliului Bisericilor din Bulawayo în 1969, deținând această funcție până în 1971. Din 1971 până în 1973, a lucrat pentru Conferința pentru întreaga Africa. al Bisericilor și a fost și membru al Comitetului Consultativ al Consiliului Mondial al Bisericilor. S-a implicat în politica anticolonială, îmbrățișând teologia eliberării negre și criticând guvernul Rhodesian sub conducerea lui Ian Smith, care declarase țara independentă sub conducerea minorității albe în 1965. A devenit vicepreședinte al Congresului Național African, dar în curând a fost forțat să fugă din Rhodesia. A mers mai întâi în Japonia, înainte de a se muta la Washington, D.C., Statele Unite, unde a studiat la Wesley Theological Seminary.
La întoarcerea în Rhodesia în 1975, a fost închis până în 1976. În acel an, l-a însoțit pe Mugabe la Conferința de la Geneva, iar în 1979, a participat la Conferința Lancaster House de la Londra, care a dus la independența Zimbabwe-ului ca democrație majoritară. În 1980, a devenit primul președinte al țării, demisionând în 1987, pentru ca Mugabe, care a reformat președinția dintr-un birou ceremonial într-unul executiv, să-i poată succeda. Banana a lucrat apoi ca diplomat al Organizației Unității Africane și a predat și la Universitatea din Zimbabwe. El a jucat, de asemenea, un rol major în organizarea unirii celor două grupuri revoluționare principale din Zimbabwe transformate în partide politice, ZAPU și propriul său ZANU, care a fuzionat în 1988 pentru a forma ZANU-PF, care este încă partidul de guvernământ al țării.
În 1997, Banana a fost arestat în Zimbabwe sub acuzația de sodomie, în urma acuzațiilor făcute în timpul procesului pentru omor a fostului său bodyguard, care a ucis un alt ofițer care îl batjocorise că este „soția homosexuală a lui Banana”. Acuzațiile se refereau la acuzațiile conform cărora Banana și-a folosit greșit puterea în timp ce era președinte pentru a constrânge mulți bărbați să accepte avansuri sexuale. Deși a negat acuzațiile, el a fost găsit vinovat de unsprezece acuzații de sodomie, tentativă de sodomie și atac la pudor în 1998. A executat șase luni de închisoare și a fost, de asemenea, demis. A murit de cancer în 2003, sursele fiind diferite în funcție de locul morții.
Banana a fost o figură controversată, mai ales după condamnarea sa penală. În calitate de președinte, nu a impus întotdeauna respect (o lege a fost adoptată în 1982, care interzicea zimbabweenilor să glumească pe seama numelui său). Cu toate acestea, el a fost apreciat de unii pentru implicarea sa în lupta de eliberare a Zimbabwei și mai târziu pentru rolul său în unirea ZANU și ZAPU[nefuncțională]
, care a pus capăt masacrelor din Gukurahundi. După moartea sa, Mugabe l-a numit un „dar rar pentru națiune”.